# Cathy Ytak
Cathy Ytak (16 de juny de 1962 a Seine-Saint Denis, París, França) és una escriptora i traductora francesa, especialitzada en la traducció d'autors catalans contemporanis.
Després d'estudiar grafisme i enquadernació artesanal, va realitzar diverses feines fins que es va incorporar a una botiga de fotografia en la qual va treballar durant set anys. Com a col·laboradora d'emissores de ràdio alternatives va reconduir la seva feina cap al periodisme professional. Va descobrir la llengua catalana a partir d'una estada a Barcelona, de la qual es va enamorar. Va estudiar català tant a la mateixa ciutat com a París. Es va especialitzar en la traducció d'autors catalans contemporanis.
El 1992 va realitzar un llibre conjuntament amb Lluís Llach (La geografia del cor) i set anys després va publicar la seva primera novel·la, Place au soleil (Éditions du Seuil). És autora d'una trentena de novel·les infantils, juvenils i adultes i de llibres d'assaig. Actualment combina la seva vida entre la traducció i l'escriptura. També és autora de diferents llibres de cuina.
Des del 2010 forma part del consell d'administració de l'Associació de Traductors Literaris de França (ATLF), de la qual és secretària general del consell d'administració. A partir de 2015 va constituir juntament amb els autors Thomas Scotto i Gilles Abier, el grup L'Atelier du Trio, que ofereix lectures públiques i exposicions.